# János Gyimesi
János Gyimesi (Békésszentandrás, 13 novembre 1913 – Budapest, 31 gennaio 1993) è stato un cestista e allenatore di pallacanestro ungherese.

## Carriera
Con l'Ungheria ha disputato i Campionati europei del 1939, segnando 5 punti in 6 partite.
Da allenatore ha guidato l'Ungheria ai Giochi olimpici di Londra 1948 e la nazionale femminile a due edizioni dei Campionati europei (1950, 1952).